# Пардайш
Пардайш (порт.  Pardais) - фрегезия (район) в муниципалитете Вила-Висоза округа Эвора в Португалии. Территория – 17,83 км². Население – 559 жителей. Плотность населения – 31,3 чел/км².